# Bisbat de Bac Ninh
El bisbat de Bac Ninh (vietnamita: Giáo phận Bắc Ninh, llatí: Dioecesis Bacninhensis) és una seu de l'Església Catòlica a Vietnam, sufragània de l'arquebisbat de Hanoi. Al 2015 tenia 131.730 batejats sobre una població de 8.542.000 habitants. Actualment està regida pel bisbe Cosme Hoàng Van Dat, S.J..

## Territori
La diòcesi comprèn la província de Bac Ninh, al nord del Vietnam.
La seu episcopal és la ciutat de Bắc Ninh, on es troba la catedral de Reina del Roser.
El territori s'estén sobre 24.600 km², i està dividit en 73 parròquies.

## Història
El vicariat apostòlic del Tonquín septentrional va ser erigit l'1 de juny de 1883, prenent el territori del vicariat apostòlic del Tonquín oriental (avui bisbat de Hai Phòng).
El 31 de desembre de 1913 cedí una porció del seu territori a benefici de l'erecció de la prefectura apostòlica de Lang Són i Cao Bang (avui diòcesi).
El 3 novembre 1924 incorporà una porció del vicariat apostòlic del Yünnan (avui arquebisbat de Kunming) i assumí el nom de vicariat apostòlic de Bac Ninh.
El vicariat va ser elevat a diòcesi en virtut de la butlla Venerabilium Nostrorum del papa Joan XXIII.
El 24 de maig de 1982, mitjançant la carta apostòlica Cum Beatissima, el papa Joan Pau II confirmà la Mare de Déu, Reina del Santíssim Roser (Beata Virgo Maria Regina Sacratissimi Rosarii), patrona principal de la diòcesi.

## Cronologia episcopal
- Antonio Colomer, O.P. † (1 de juny de 1883 - 7 de febrer de 1902 mort)
- Maximino Velasco, O.P. † (7 de febrer de 1902 - 9 de juliol de 1925 mort)
- Teodoro Gordaliza Sánchez, O.P. † (7 de juliol de 1916 - 14 d'octubre de 1931 mort)
- Eugenio Artaraz Emaldi, O.P. † (14 de juny de 1932 - 19 de desembre de 1947 mort)
- Dominique Hoàng-van-Doàn, O.P. † (12 de març de 1950 - 1955 renuncià)
- Paul Joseph Pham Ðình Tung † (5 d'abril de 1963 - 23 de març de 1994 nomenat arquebisbe de Hanoi)
- Joseph Marie Nguyên Quang Tuyên † (23 de març de 1994 - 23 de setembre de 2006 mort)
- Cosme Hoàng Van Dat, S.J., des del 4 d'agost de 2008

## Estadístiques
A finals del 2015, la diòcesi tenia 131.730 batejats sobre una població de 8.542.000 persones, equivalent al 1,5% del total.
| any  | població | població  | població | sacerdots | sacerdots       | sacerdots       | sacerdots             | diaques | religiosos | religiosos | parròquies |
| ---- | -------- | --------- | -------- | --------- | --------------- | --------------- | --------------------- | ------- | ---------- | ---------- | ---------- |
| any  | batejats | total     | %        | total     | clergat secular | clergat regular | batejats por sacerdot | diaques | homes      | dones      |            |
| 1949 | 58.000   | 1.100.000 | 5,3      | 75        | 65              | 10              | 773                   |         | 11         | 190        | 48         |
| 1963 | 35.423   | ?         | ?        | 7         | 6               | 1               | 5.060                 |         |            | 24         | 48         |
| 1979 | 72.000   | ?         | ?        | 6         | 5               | 1               | 12.000                |         |            | 23         | 46         |
| 1999 | 112.213  | 6.828.900 | 1,6      | 10        | 10              |                 | 11.221                |         |            | 269        | 46         |
| 2000 | 114.458  | 6.965.478 | 1,6      | 10        | 10              |                 | 11.445                |         |            | 31         | 52         |
| 2001 | 115.824  | 7.648.368 | 1,5      | 10        | 10              |                 | 11.582                |         |            | 31         | 281        |
| 2003 | 117.143  | 7.724.851 | 1,5      | 19        | 19              |                 | 6.165                 |         |            | 32         | 281        |
| 2004 | 123.090  | 6.909.296 | 1,8      | 23        | 23              |                 | 5.351                 |         |            | 299        | 47         |
| 2006 | 131.815  | 7.181.409 | 1,8      | 28        | 28              |                 | 4.707                 |         |            | 306        | 46         |
| 2012 | 125.000  | 8.061.000 | 1,6      | 55        | 50              | 5               | 2.272                 |         | 7          | 167        | 85         |
| 2015 | 131.730  | 8.542.000 | 1,5      | 80        | 64              | 16              | 1.646                 |         | 24         | 243        | 73         |